# 庫利基夫卡 (戈羅德尼亞區)
51°43′29″N 31°28′0″E / 51.72472°N 31.46667°E

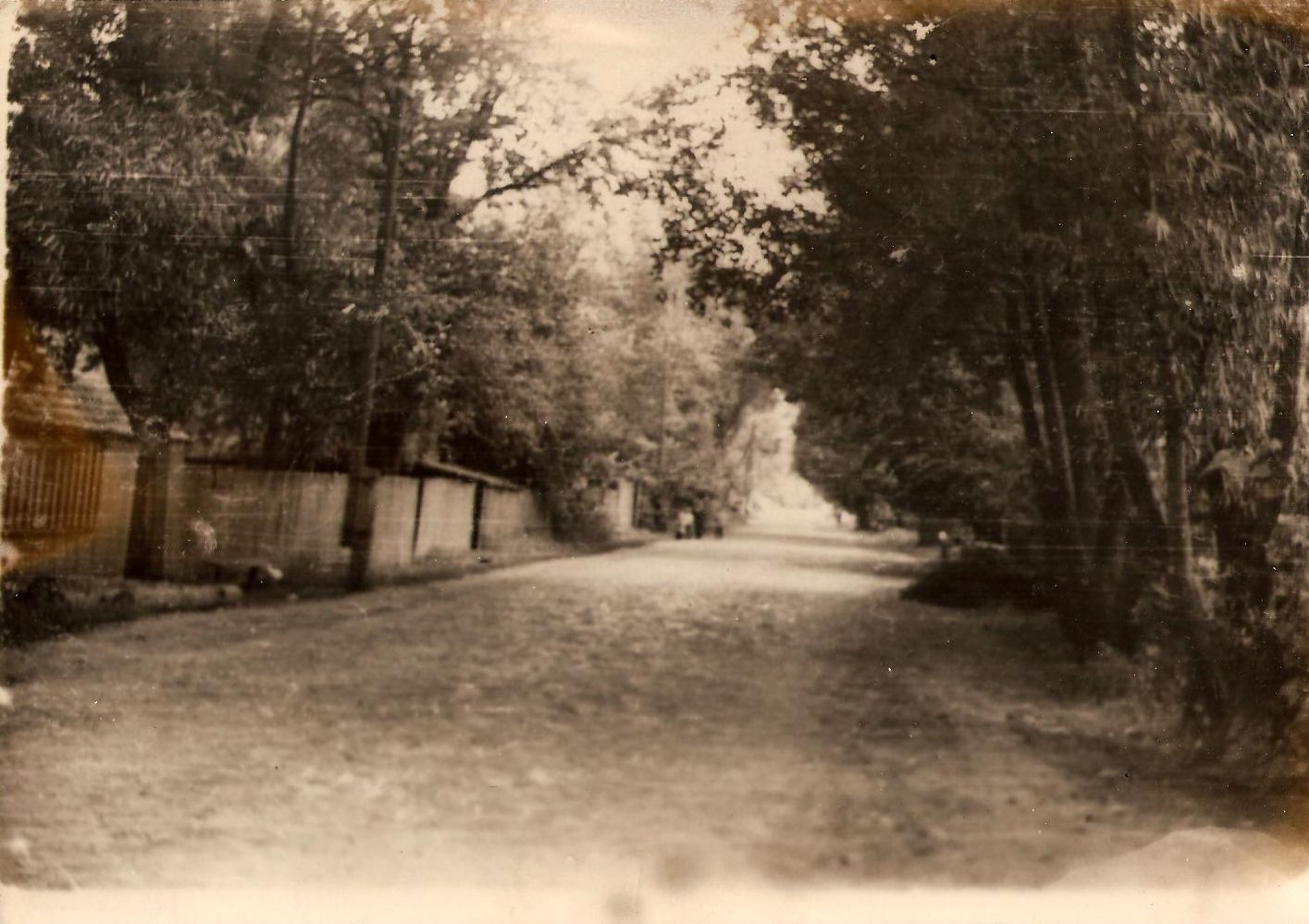

庫利基夫卡（烏克蘭語：Куликівка）是位於烏克蘭北部切爾尼希夫州裏切爾尼希夫區的村莊，面積3.84平方公里，海拔高度129米，2006年人口523，人口密度每平方公里136.2人。